# Lista de eleições municipais suplementares no Piauí
Disponibilizamos a seguir a relação das eleições municipais suplementares realizadas no Piauí mediante a cassação do registro das chapas vencedoras no caso de estas terem obtido, pelo menos, metade mais um dos votos válidos no respectivo município. Ressalte-se que a referida compilação tem por fonte os arquivos do próprio Tribunal Regional Eleitoral.

## Referentes ao pleito de 2004
Houve três eleições municipais suplementares relativas a 2004.
| Município             | Prefeito eleito                   | Partido | Data da eleição     | Notas      | Referências |
| --------------------- | --------------------------------- | ------- | ------------------- | ---------- | ----------- |
| Cristalândia do Piauí | Ariano Messias Nogueira Paranaguá | PL      | 30 de abril de 2006 | [ nota 1 ] | [ 1 ]       |
| Campinas do Piauí     | Francisco da Cruz                 | DEM     | 1º de julho de 2007 |            | [ 1 ]       |
| Jardim do Mulato      | Paulo Rodrigues de Moraes         | PSDB    | 1º de julho de 2007 |            | [ 1 ]       |

## Referentes ao pleito de 2008
Houve vinte e quatro eleições municipais suplementares relativas a 2008.
| Município                       | Prefeito eleito                        | Partido | Data da eleição        | Notas                 | Referências |
| ------------------------------- | -------------------------------------- | ------- | ---------------------- | --------------------- | ----------- |
| Pimenteiras                     | Romualdo de Sousa Pereira              | PSB     | 25 de janeiro de 2009  |                       | [ 1 ]       |
| Baixa Grande do Ribeiro         | Raimundo Gomes da Silva                | DEM     | 22 de março de 2009    |                       | [ 1 ]       |
| Francinópolis                   | Ozael Ferreira dos Santos              | PPS     | 11 de outubro de 2009  | [ nota 3 ]            | [ 1 ]       |
| São Pedro do Piauí              | Matias Araújo da Silva                 | PDT     | 27 de dezembro de 2009 |                       | [ 1 ]       |
| Barras                          | Francisco Marques da Silva             | PMDB    | 2 de maio de 2010      |                       | [ 1 ]       |
| Isaías Coelho                   | Maria do Espírito Santo Castelo Branco | PMDB    | 18 de julho de 2010    |                       | [ 1 ]       |
| Nossa Senhora dos Remédios      | Francisco Pessoa de Brito              | PSDB    | 18 de julho de 2010    | [ nota 4 ]            | [ 1 ]       |
| Anísio de Abreu                 | Carlos Augusto Antunes da Silva        | PMDB    | 5 de setembro de 2010  |                       | [ 1 ]       |
| Dom Expedito Lopes              | Francisca Ivete do Nascimento Lima     | PRTB    | 7 de novembro de 2010  |                       | [ 1 ]       |
| Cristalândia do Piauí           | Neemias da Cunha Lemos                 | PTB     | 14 de novembro de 2010 |                       | [ 1 ]       |
| Oeiras                          | Antônio Portela Barbosa Sobrinho       | PPS     | 14 de novembro de 2010 |                       | [ 1 ]       |
| São Francisco de Assis do Piauí | Laerson Lourival de Andrade Alencar    | PMDB    | 26 de dezembro de 2010 | [ nota 5 ]            | [ 1 ]       |
| Campo Maior                     | Paulo Cezar de Sousa Martins           | PT      | 30 de janeiro de 2011  | [ nota 6 ] [ nota 7 ] | [ 1 ] [ 3 ] |
| Morro Cabeça no Tempo           | Vandiel Alfre do Nascimento            | PTB     | 30 de janeiro de 2011  |                       | [ 1 ] [ 3 ] |
| Sigefredo Pacheco               | Raimundo Martins Sampaio               | PCdoB   | 15 de maio de 2011     |                       | [ 1 ]       |
| Antônio Almeida                 | José Anchieta Pereira dos Santos       | PR      | 17 de julho de 2011    |                       | [ 1 ]       |
| Luzilândia                      | Alberto Jorge Garcia de Carvalho       | PTB     | 24 de julho de 2011    |                       | [ 1 ]       |
| Paes Landim                     | Valdivino Dias de Araújo               | PRB     | 7 de agosto de 2011    |                       | [ 1 ]       |
| Fronteiras                      | Eudes Agripino Ribeiro                 | PPS     | 9 de outubro de 2011   |                       | [ 1 ]       |
| Alagoinha do Piauí              | Pedro Otacílio de Sousa Moura          | PSB     | 6 de novembro de 2011  |                       | [ 1 ]       |
| Caracol                         | Nilson Fonseca Miranda                 | PT      | 13 de novembro de 2011 |                       | [ 1 ]       |
| Prata do Piauí                  | Fransuélio Melão da Silva              | PMDB    | 20 de novembro de 2011 |                       | [ 1 ]       |
| Santo Inácio do Piauí           | Pedro Nolasco Batista                  | PSB     | 8 de janeiro de 2012   |                       | [ 1 ]       |
| Coronel José Dias               | Isaac Rodrigues Passos                 | PPS     | 6 de maio de 2012      |                       | [ 1 ]       |

## Referentes ao pleito de 2012
Houve uma eleição municipal suplementar relativa a 2012.
| Município | Prefeito eleito            | Partido | Data da eleição    | Notas | Referências |
| --------- | -------------------------- | ------- | ------------------ | ----- | ----------- |
| Simões    | Francisco Dogizete Pereira | DEM     | 2 de junho de 2013 |       | [ 4 ]       |

## Referentes ao pleito de 2016
Houve duas eleições municipais suplementares relativas a 2016.
| Município   | Prefeito eleito                       | Partido | Data da eleição     | Notas | Referências |
| ----------- | ------------------------------------- | ------- | ------------------- | ----- | ----------- |
| Miguel Leão | Roberto César de Arêa Leão Nascimento | PR      | 6 de agosto de 2017 |       | [ 5 ]       |
| Brasileira  | Carmen Gean Veras de Meneses          | PP      | 4 de agosto de 2019 |       | [ 6 ]       |

## Referentes ao pleito de 2020
Houve quatro eleições municipais suplementares relativas a 2020.
| Município             | Prefeito eleito                       | Partido | Data da eleição      | Notas | Referências |
| --------------------- | ------------------------------------- | ------- | -------------------- | ----- | ----------- |
| Juazeiro do Piauí     | José Wilson Pereira Gomes             | PCdoB   | 3 de outubro de 2021 |       | [ 7 ]       |
| Murici dos Portelas   | Francisca das Chagas Correia de Sousa | PSD     | 13 de março de 2022  |       | [ 8 ]       |
| São Lourenço do Piauí | Thiago Damasceno Ribeiro Santana      | PSD     | 6 de agosto de 2023  |       | [ 9 ]       |
| Gilbués               | Eleição suplementar para vereador     | -       | 3 de março de 2024   |       | [ 10 ]      |